# KOWICHI
KOWICHI（コウイチ）は、日本のラッパーであり、ヒップホップアーティスト。キャッチーなフローと独特なスタイルで知られ、日本国内外で注目を集めている。主にトラップやメロディックラップを取り入れた楽曲で、若者を中心に支持を得ている。

## 経歴
神奈川県横浜市出身。幼少期から音楽に親しみ、特にヒップホップやR&Bに影響を受けた。高校時代にラップを始め、地元のクラブイベントでのパフォーマンスを通じて頭角を現した。
2010年代初頭、ラッパーのD.u.gと共に2MCデュオ「enmaku」を結成し、2008年にミニアルバム『The SCREAM』でデビュー。その後、2012年にはソロデビューアルバム『THE CHIPS』をリリースし、ソロアーティストとしての活動を本格化させた。2020年12月、自身のレーベル「Self Made」を設立し、アルバム『Self Made 2』をリリース。精力的に活動を続けている。
音楽性として、トラップ、メロディックラップ、R&Bの要素を融合したスタイルが特徴である。リリックは、自身のライフスタイルやストリート文化をテーマにしており、聴く人々に強い共感を与えているその楽曲は日本国内に留まらず、アジアを中心とした海外のヒップホップフリークにも支持されている。
その他の活動として、音楽活動に加え、アパレルブランドとのコラボレーション、自身のファッションラインのプロデュースも行っている。SNSを通じてファンとのコミュニケーションを積極的に図り、インフルエンサーとしても活動している。

## 主な作品

### アルバム
- 『The SCREAM』（2008年）
- 『THE CHIPS』（2012年）
- 『SheCRET』（2015年）
- 『Self Made』（2020年）
- 『Self Made 2』（2020年）

### シングル
- "Boyfriend #2"（2014年）
- "Trap King" （2016年）
- "Tokyo Nights"（2018年）
- "On My Way"（2022年）
- "Life Goes On"（2023年）
- "Dreams"（2023年）

### フィーチャリング作品
- "WE READY" feat. MO
- "7" feat. Minami（CREAM）
- "FFF" feat. Benjazzy（BAD HOP）
- "Party All Night" feat. DJ RYOW
- "Life Is Good" feat. KEN THE 390
- "Good Vibes" feat. JP THE WAVY
- "Higher Ground" feat. ELLE TERESA